# 钱塘门

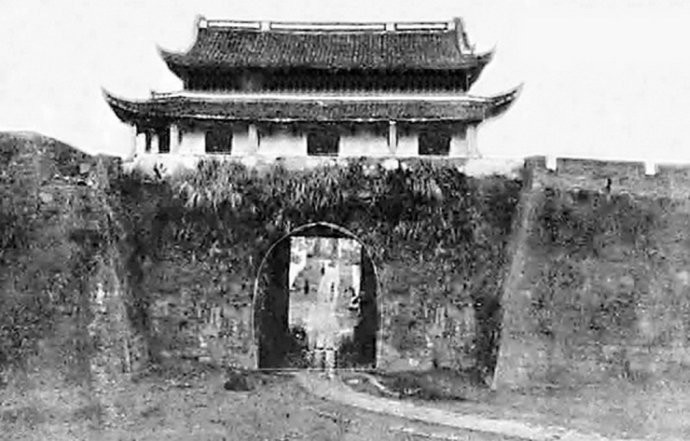
钱塘门旧照，摄于1906年前

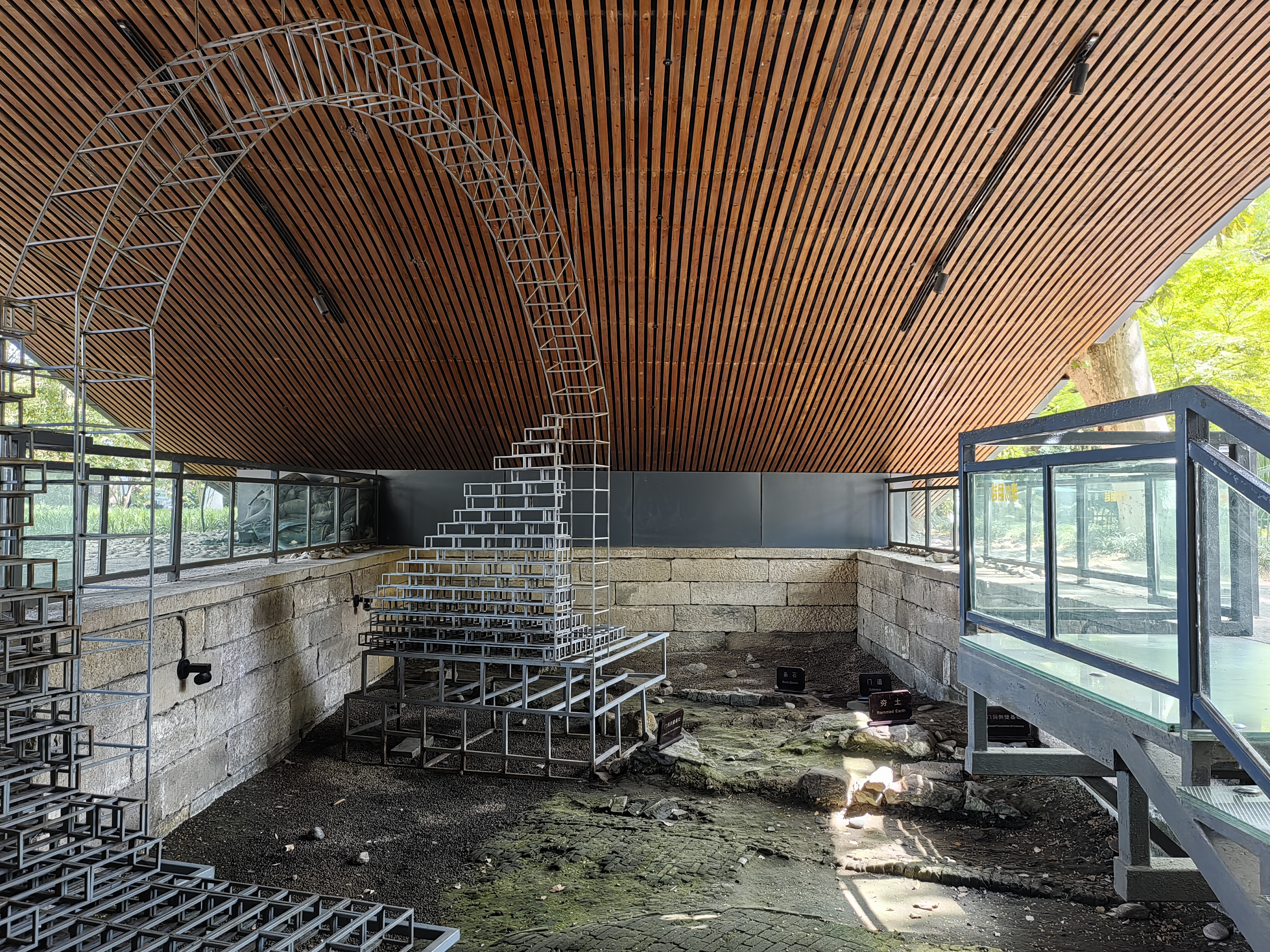
錢塘門遺址，左側框架為門洞示意

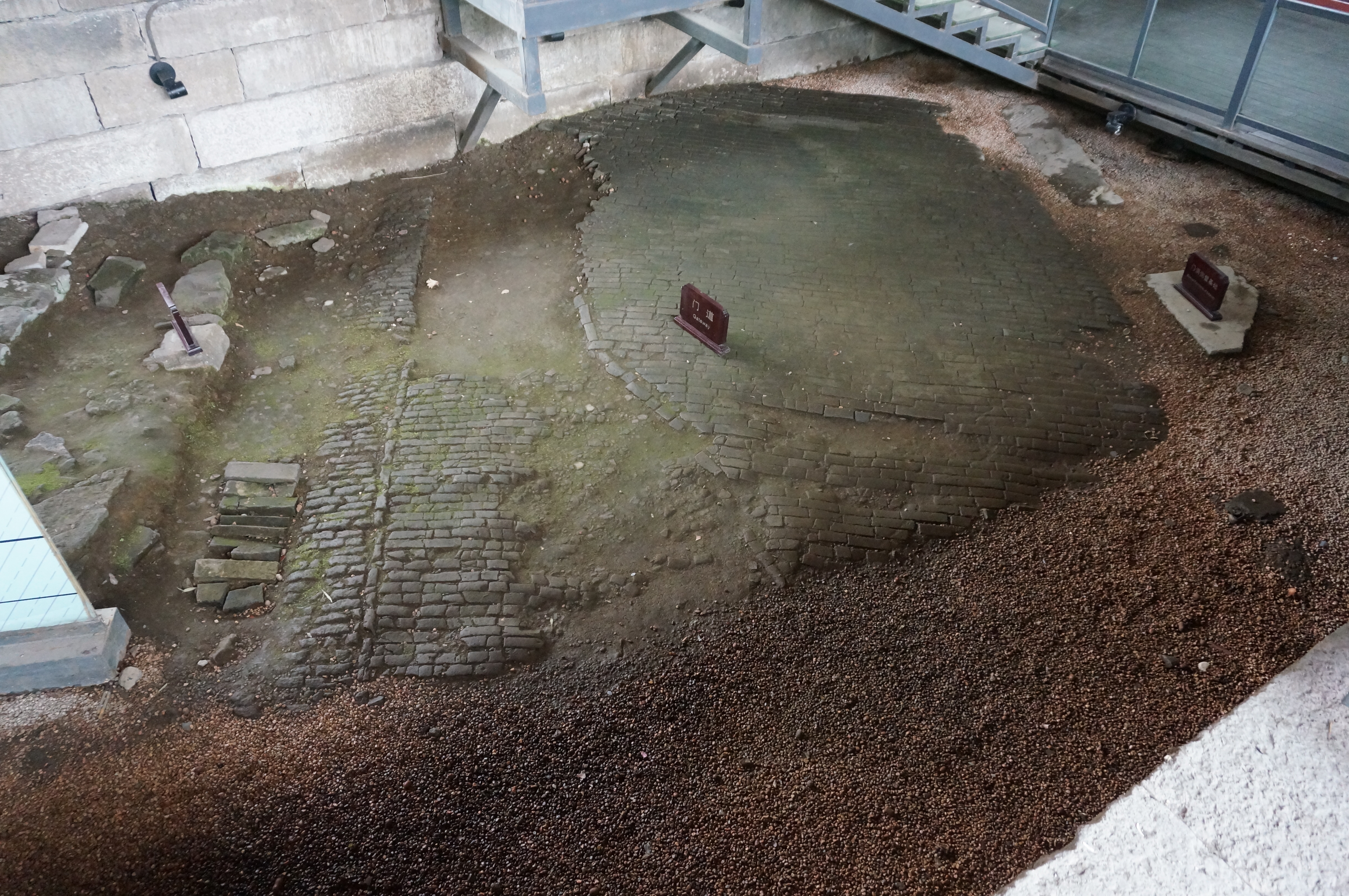
钱塘门遗址，示门道和门洞侧壁基础

钱塘门是杭州古城的西门之一，因杭州有“钱塘”之名而得名。

## 历史
始建于南宋绍兴十八年（1148年）。自宋以来，钱塘门外多佛寺、楼台。古时到灵隐寺、天竺寺进香之人，必由钱塘门出入，故有“钱塘门外香篮儿”之民谣。
1913年，为了修路，杭州拆除钱塘门、涌金门、清波门的城墙，改建湖滨路、南山路，从此西湖又与市区连接。钱塘门旧址位于现在庆春路与湖滨路交叉处，西湖时代广场旁边。
李叔同凄迷阴柔的《送别》之词“长亭外，古道边，芳草碧连天”，是他在钱塘门边写成的。
该地是游览西湖的最佳地段。